# Landgericht Mainz

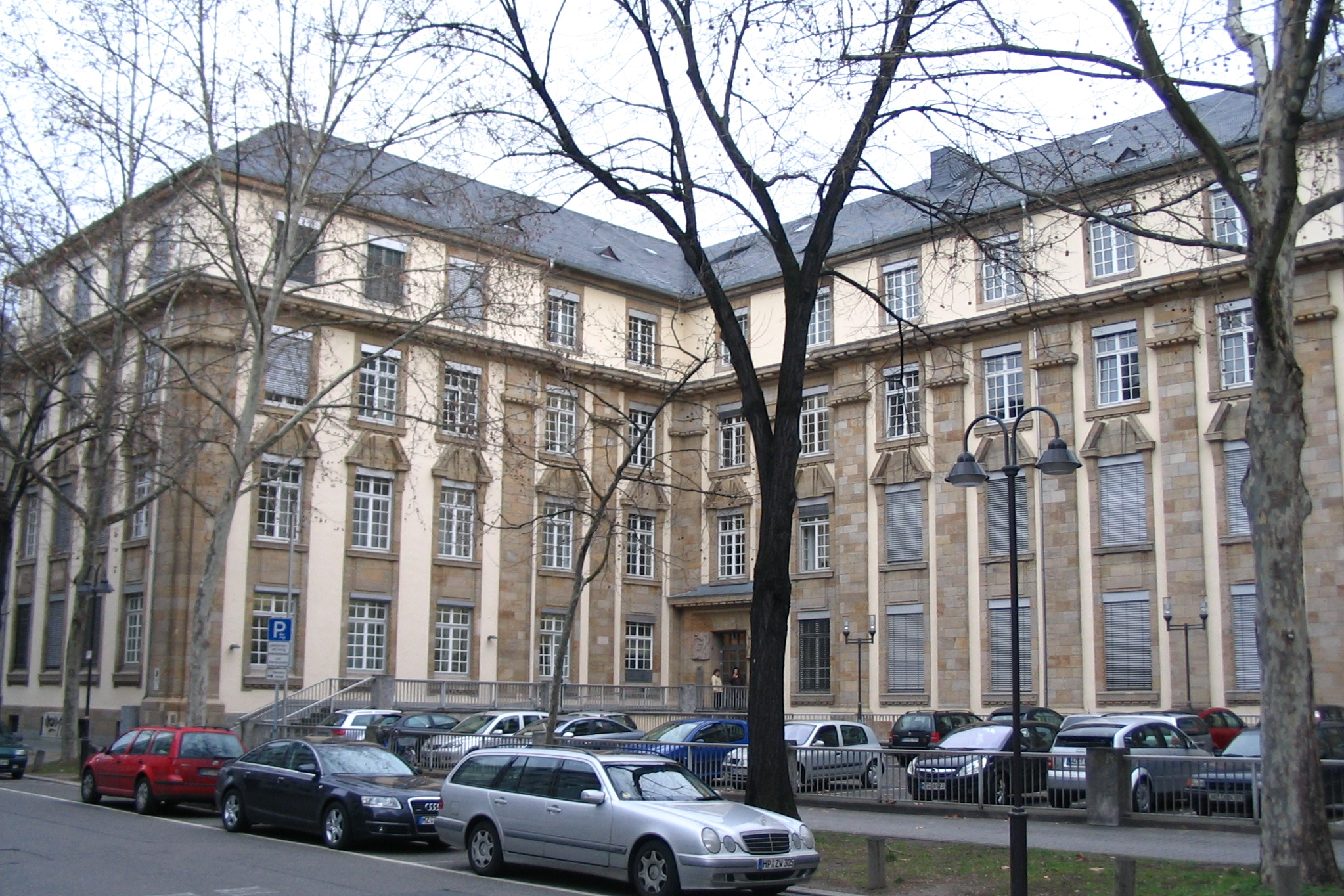
Das Gebäude des Landgerichts Mainz von der Kaiser-Friedrich-Straße aus gesehen

Das Landgericht Mainz ist ein Gericht der ordentlichen Gerichtsbarkeit. Es ist eines von vier Landgerichten im Bezirk des Oberlandesgericht Koblenz.

## Gerichtsbezirk und -sitz
Gerichtssitz ist Mainz. Der Gerichtsbezirk des Landgerichts Mainz umfasst die Städte Mainz und Worms sowie die Landkreise Mainz-Bingen und Alzey-Worms.

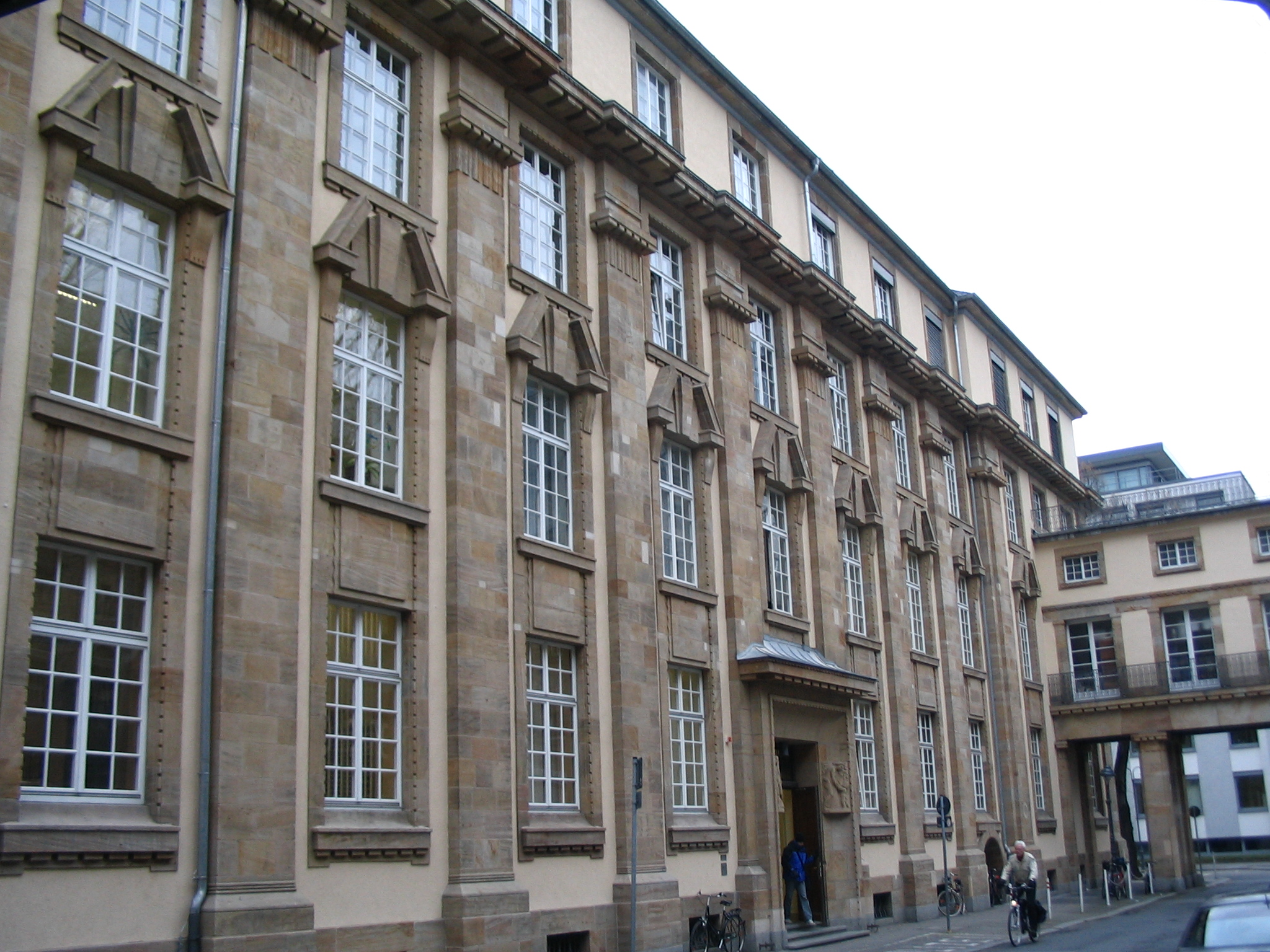
Der Eingang zum Landgericht Mainz in der Diether-von-Isenburg-Straße 1

## Gebäude
Das Gericht liegt an der Kaiser-Friedrich-Straße im Bezirk Mainz-Altstadt, Eingang und Postanschrift sind jedoch in der Diether-von-Isenburg-Straße 1. Das Gebäude wurde vom Architekten Paul Bonatz entworfen und am 8. Juli 1910 eingeweiht. Nach schweren Schäden im Zweiten Weltkrieg wurde das Gebäude bis 1956 in seiner jetzigen, vereinfachten Form wieder aufgebaut. Vor einigen Jahren wurde es erneut umfassend renoviert (Ende der Arbeiten Februar 2006).
In einem Seitenflügel des Gebäudes ist ein Teil des Amtsgerichts Mainz untergebracht. Gegenüber dem Eingang in der Diether-von-Isenburg-Straße befand sich bis zur Einweihung der Justizvollzugsanstalt Rohrbach die Justizvollzugsanstalt Mainz.

## Geschichte
Mainz war seit vielen Jahrhunderten Gerichtsstandort. Mit der Gründung des Département Donnersberg infolge des Reichsdeputationshauptschlusses wurde in Mainz für die Gerichtsbarkeit der zweiten Instanz ein Obergericht eingerichtet. Dieses Gericht bestand auch in der Zeit des Großherzogtums Hessen weiter. Mit dem Deutschen Gerichtsverfassungsgesetz von 1877 wurde erstmals eine reichsweit einheitliche Gerichtsorganisation geschaffen. Im Großherzogtum wurde diese neue Gerichtsorganisation mit Einführungsgesetz vom 3. September 1878 (sowie dem Ausführungsgesetz vom 14. Mai 1879) umgesetzt. Die untersten Mainzer Gerichte wurden als Amtsgericht Mainz zusammengefasst. Großherzog Ludwig IV. verordnetet am 30. Mai 1879, Ober-, Bezirks- und Handelsgericht in Mainz zum 1. Oktober 1879 aufzuheben und das Landgericht für die Provinz Rheinhessen als Nachfolger des Obergerichtes einzurichten. Im Instanzenzug übergeordnet war damals das ebenfalls neu gegründete Oberlandesgericht Darmstadt.

## Präsidenten
Vom 4. Dezember 2012 bis zu ihrer Pensionierung im Januar 2020 war Angelika Blettner Präsidentin des Landgerichts. Ihr Nachfolger ist Tobias Eisert. Ingrid Metzger ist seit dem 1. August 2018 Vizepräsidentin des Landgerichts. Insgesamt sind am Gericht rund 140 Personen beschäftigt, darunter 36 Richter. Ab 1879 war Adolf Lippold Richter am Landgericht Mainz und von 1892 bis 1909 dort Präsident.

## Instanzenzug
Dem Landgericht Mainz ist das Oberlandesgericht Koblenz übergeordnet und diesem wiederum der Bundesgerichtshof. Nachgeordnete Gerichte sind die vier Amtsgerichte Alzey, Bingen, Mainz und Worms.

## Überregionale bekannte Prozesse
- Die als Wormser Prozesse bekannt gewordenen Verhandlungen haben vor dem LG Mainz stattgefunden.
- Weinpanscherprozesse der 1980er Jahre der Landeszentrale für Wein- und Lebensmittelstrafsachen[4]